# D・J・カルーソー
D・J・カルーソー（D. J. Caruso, 1965年1月17日 - ）は、アメリカ合衆国の映画監督。

## 来歴
1994年から映画プロデューサーとして活動する傍ら米人気TVドラマ『ザ・シールド ルール無用の警察バッジ』『ヤング・スーパーマン』など多数のTVドラマや映画で監督を務めたが、映画作品では長年興業的に成功しなかった。しかし2007年、『ザ・シールド ルール無用の警察バッジ』番組を観たスティーヴン・スピルバーグから直に電話をかけられ、『ディスタービア』の監督に着任する。同作は全米No.1を記録するヒットとなり、ヒットメーカーの仲間入りを果たす。以降の監督作にもスピルバーグが関わることが多い。
主にテンポの良いサスペンス映画を得意とする。また、車が激突するシーンが登場することが多い。

## 主な監督作品

### テレビドラマ
- VR.5 VR5 (1995)
- High Incident (1996)
- Buddy Faro (1998)
- Martial Law (1999)
- The Strip (1999)
- ダーク・エンジェル Dark Angel (2001) - シーズン1: Meow
- Going to California (2001)
- Robbery Homicide Division (2002)
- Over There (2005)
- ヤング・スーパーマン SMALLVILLE (2002) - シーズン1: Shimmer
- ザ・シールド ルール無用の警察バッジ The SHIELD (2002-2006) - シーズン1,5

### 劇場映画作品
- THE SALTON SEA ソルトン・シー The Salton Sea (2002)
- テイキング・ライブス Taking Lives (2004)
- トゥー・フォー・ザ・マネー Two for The Money (2005)
- ディスタービア Disturbia (2007)
- イーグル・アイ Eagle Eye (2008)
- アイ・アム・ナンバー4 I Am Number Four (2011)
- フォービドゥン/呪縛館 The Disappointments Room (2016)
- トリプルX：再起動 xXx：The Return of Xander Cage (2017)

### その他
- ドロップ・ゾーン Drop Zone (1994) - 製作
- ニック・オブ・タイム Nick of Time (1995) - 製作総指揮
- リバウンド Rebound (1996) - TV映画
- ブラック・ラン Black Cat Run (1998) - TV映画